# Germain-François Poullain de Saint-Foix
Germain-François Poullain de Saint-Foix (Rennes, 5 febbraio 1698 – 25 agosto 1776) è stato uno scrittore e drammaturgo francese.

## Biografia
Poullain prestò servizio fino a trentasei anni nei moschettieri, distinguendosi a Guastalla nel 1734, poi lasciò l'esercito e acquisì la carica di "maître des eaux et forêts" (Maître delle acque e delle foreste) a Rennes.
Ha fatto rappresentare a teatro nel 1721 una prima commedia, Pandore. Nel 1740, decide di dedicarsi alla letteratura e si trasferisce a Parigi dove diventa un autore di moda. Scrive una ventina di commedie, tutte piacevoli e leggere.
Di carattere rissoso, Poullain de Saint-Foix è anche noto per le sue pronte e provocanti repliche e duelli oltre che per le sue produzioni letterarie. Così un giorno, nel café Procope, una guardia del re è venuto e ha chiesto una tazza di caffè con latte e un po' di pane. Saint-Foix ha esclamato: « Ecco una cena schifosa ! », e lo ripete più volte, così ottiene che la guardia alla fine si arrabbi e provochi il duello. Combatterono, Saint-Foix fu ferito e fece questo commento: « Vorrei che mi aveste ucciso, voi almeno non avreste fatto una cena cattiva. »
Gli è successa un'altra avventura, questa volta le risate non sono state dello spadaccino: un giorno in cui egli è stato coinvolto in una lite con un provinciale che non conosceva, al ridotto dell'Opéra, Saint-Foix gli fissa un appuntamento. « Quando si ha a che fare con me, ha detto il provinciale, si viene a trovarmi: è mia abitudine. ». 
Il giorno successivo, Saint-Foix si presenta dallo sconosciuto, che lo invita a pranzo. « — Gli chiede spiegazioni per questo. Usciamo! — Io non esco mai senza aver pranzato: è mia abitudine. » Lo sconosciuto, sempre accompagnato da Saint-Foix, entra in un caffè, gioca una partita di scacchi e va a fare una passeggiata alle Tuileries, ripetendo ad ogni cosa: è mia abitudine. Infine, al limite della pazienza, Saint-Foix gli propone di andare ai Avenue des Champs-Élysées. « — Per fare cosa? — Bella domanda! per batterci. — Batterci noi! esclama l'altro. Ci pensa, Signore? Conviene a un tesoriere della Francia, a un magistrato, di metter mano alla spada? Ci prenderanno per dei pazzi! » La storia correva in città.
In una delle prove di l'Oracle, l'attrice mademoiselle de Lamotte recita la fata con il tono di una harengère (pescivendola), l'autore le strappa la bacchetta che teneva in mano e le dice: « Ho bisogno di una fata, non di una strega. » L'attrice ha voluto insistere e urlare, ma Saint-Foix le rispose: « Voi non avete voce qui: noi siamo al teatro e non a un sabbat. »
Fu nominato, nel 1764, storiografo dell'Ordine dello Spirito Santo. Era fratello del giurista Auguste-Marie Poullain-Duparc.

## Opere
- Pandore (Pandora, in teatro 1721)
- Lettres d'une Turque à Paris (Lettere di un Turco a Parigi, in letteratura 1730), imitazione di Lettres persanes di Montesquieu e ripubblicato con il titolo Lettres de Nedim Koggia (Lettere di Nedim Koggia, in letteratura 1732) poi da Lettres turques (Lettere turche, in letteratura 1760)
- L'Oracle (L'Oracolo, in teatro 1740)
- Deucalion et Pyrrha (Deucalione e Pirra, in teatro 1741)
- L'Île sauvage (L'isola selvaggia, in teatro 1743)
- Le Sylphe (Sylphe[3], in teatro 1743)
- Les Grâces (Le Grazie, in teatro 1744)
- Julie (Giulie, in teatro 1746)
- Egérie (Egeria, in teatro 1747)
- Zéloïde (Zeloide[4], in teatro 1747), tragedia in prosa e in 1 atto
- Les Veuves turques (Le vedove turche, 1747)
- Les Métaphores (Le metafore, in teatro 1748)
- La Colonie (La Colonia, in teatro 1749)
- Le Rival supposé (Il presunto Rivale 1749)
- Les Hommes (Uomini, in teatro 1753)
- Essais historiques sur Paris, 5 vol. (Saggi storici su Parigi, Londra, in letteratura 1754-, in letteratura 1757)
- Le Financier (Il Finanziere, in letteratura 1761)
- Origine de la Maison de France (Origine della Casa Reale di Francia, in letteratura 1761)
- Histoire de l'Ordre du Saint-Esprit (Storia dell'Ordine dello Spirito Santo, in letteratura 1767)
- Lettres au sujet de l'homme au masque de fer (Lettere sull'uomo con la maschera di ferro, in letteratura 1768)

Il suo libro Essais historiques sur Paris mira a « far conoscere con i fatti e aneddoti il carattere, usi e costumi » della Francia. Si tratta di una serie di osservazioni e aneddoti pensati per dimostrare, al di là delle differenze di utilizzo, l'unità della specie umana. Tuttavia, l'autore è ben lontano dallo spirito filosofico del suo tempo, non esitando a difendere, ad esempio, l'immortalità dell'anima.